# Valerie Fleming
Valerie Fleming (San Francisco, Californië, 18 december 1976) is een Amerikaanse bobsleester. Valerie heeft een tweelingzus genaamd Victoria.
Valerie Fleming begon in haar jeugd in de atletiek, waar ze begon als sprintster, maar later de overstap maakte naar het speerwerpen. Ze studeerde aan de University of California - Santa Barbara. Nadat ze in 1998 een plaatselijke wedstrijd had gewonnen blesseerde ze haar elleboog en moest ze in drie jaar tijd drie operaties aan haar elleboog ondergaan. Fleming wilde haar sportcarrière echter niet zomaar stopzetten en in een gesprek met een vriend kwam het idee naar voren om het eens te proberen in een bobslee.
Op advies van de vriend schreef ze zich in en onderging ze een aantal fysieke tests die ze goed doorstond. Ze werd uitgenodigd om naar Park City te komen, waar ze haar eerste afdaling maakte met de ervaren pilote Jean Racine-Prahm. Na de schok van de eerste afdaling kwam het besef dat het haar leuk leek in de sport door te gaan.
Fleming kwam in 2002 in contact met Shauna Rohbock die vlak daarvoor aanwezig was op de Olympische Winterspelen 2002 in Salt Lake City. Ze was reserve van de gouden combinatie Jill Bakken en Vonetta Flowers en maakte zodoende alles van dichtbij mee, maar had wel gemengde gevoelens aan haar situatie overgehouden en wilde niets anders dan zelf pilote van een bob worden. Fleming en Rohock besloten een team te vormen en boekten al snel goede prestaties. De meiden werden vriendinnen en enige tijd later trokken ze zelfs bij elkaar in. Als huis- en sportgenoten zaten ze vervolgens hele dagen op elkaars lip, maar in plaats van dat het averechts zou werken, werden hun prestaties alleen maar beter. Rohboek groeide uit tot een aanvallende pilote, die het uiterste uit haar bob probeert te halen en daarmee nog weleens te veel risico's neemt, maar tegelijkertijd ook verrassende resultaten weet te boeken.
Samen kwamen Rohbock en Fleming uit in het wereldbekerseizoen 2004-2005 en kwamen daarin tot drie podiumplaatsen waaronder een zilveren medailleplaats op de Pré-Olympische wedstrijd op de baan van Cesana Pariol. Uiteindelijk werd de vijfde plaats in de wereldbeker behaald. Op het wereldkampioenschap begin 2005 werden Rohbock en Fleming derde.
De aanvallende glijstijl van pilote Rohbock zorgde ervoor dat de slee van de twee tot tweemaal toe crashte. Tijdens de eerste crash op 28 januari 2005 in Sankt Moritz gebeurde het al vrij snel en werd vrijwel de hele baan ondersteboven met een bob boven hun hoofd afgelegd. Fleming verbrandde vanwege het schuren tegen het ijs daarbij haar schouder en bracht uiteindelijk vijf dagen door in het ziekenhuis. Vlak voor het ongeluk hadden ze het startrecord op de baan verbroken, maar werd dit niet erkend, aangezien ze niet heelhuids over de finish waren gekomen. Later crashten ze voor een tweede maal, dit keer in een trainingswedstrijd in Calgary, waar de schouderblessure van Fleming opnieuw ging opspelen en ze aan het eind van het seizoen een huidstransplantatie onderging.
In het wereldbekerseizoen 2005-2006 eindigden ze op een derde plaats in het eindklassement, nadat ze in Calgary een tweede plek en in Lake Placid een derde plaats hadden behaald.
Op de Olympische Winterspelen 2006 in Turijn traden Rohbock en Fleming gedeeltelijk in de voetsporen van Bakken en Flowers. Ze werden geen Olympisch kampioen, maar stegen in de laatste van de vier runs wel van de vierde naar de tweede plek in het klassement, waarmee ze de zilveren medaille wisten te winnen. Alleen de Duitse bob van Sandra Kiriasis en Anja Schneiderheinze moesten ze voor laten gaan.
Valerie Fleming overweegt om net als haar partner na de vorige Spelen over te stappen van remster naar pilote, maar twijfelt hier nog over aangezien het naar eigen zeggen weleens acht jaar zou kunnen duren voor ze op het niveau van de wereldtop terecht zou komen. Volgens haar is de prestatie die Rohbock neerzette er een die niet zo snel herhaald zal worden.
| Logo van de Olympische Spelen | Goud | Zilver | Brons | Logo van de Olympische Spelen |
|                               | 0    | 1      | 0     |                               |